# Dimityr Makriew
Dimityr Iwanow Makriew (bułg. Димитър Иванов Макриев, ur. 7 stycznia 1984 w Goce Dełczewie) – bułgarski piłkarz występujący na pozycji napastnika, reprezentant Bułgarii w latach 2009–2011.

## Kariera klubowa
Markiew karierę zaczynał w drużynach młodzieżowych Lewskiego Sofia. W mistrzostwach Bułgarii na szczeblu juniorskim zdobył 254 bramki. W wieku 18 lat podpisał pierwszy profesjonalny kontrakt z CSKA Sofia. Dwa miesiące po podpisaniu kontraktu z bułgarskim klubem odszedł do włoskiego Interu Mediolan. Ale przez limit na obcokrajowców był zmuszony grać na wypożyczeniu w klubach AC Bellinzona, Górnik Zabrze i FC Chiasso. W sezonie 2005/06 bronił barw francuskiego Dijon FCO, a w sezonie 2006/07 w słoweńskim NK Maribor. Od 2008 występował w izraelskim FC Ashdod. W maju 2011 przeniósł się do rosyjskiego klubu Krylja Sowietow Samara. 9 stycznia 2012 podpisał z ukraińskim FK Ołeksandrija. Po zakończeniu sezonu 2011/12 powrócił do FC Aszdod. W sezonie 2013/2014 grał w Lewskim. Latem 2014 przeszedł do South China AA.

## Kariera reprezentacyjna
W latach 2009–2011 występował w reprezentacji Bułgarii, dla której rozegrał 7 spotkań i zdobył 1 bramkę.

### Bramki w reprezentacji
| Lp. | Data            | Miejsce                                      | Przeciwnik | Bramka | Rezultat | Ranga meczu                       |
| --- | --------------- | -------------------------------------------- | ---------- | ------ | -------- | --------------------------------- |
| 1.  | 1 kwietnia 2009 | Stadion Narodowy im. Wasiła Lewskiego, Sofia | Litwa      | 2:0    | 2:0      | Eliminacje Mistrzostw Świata 2010 |

## Sukcesy
- król strzelców Protathlima A’ Kategorias: 2015/16 (19 goli)